# Witzmannsberg (Mainleus)

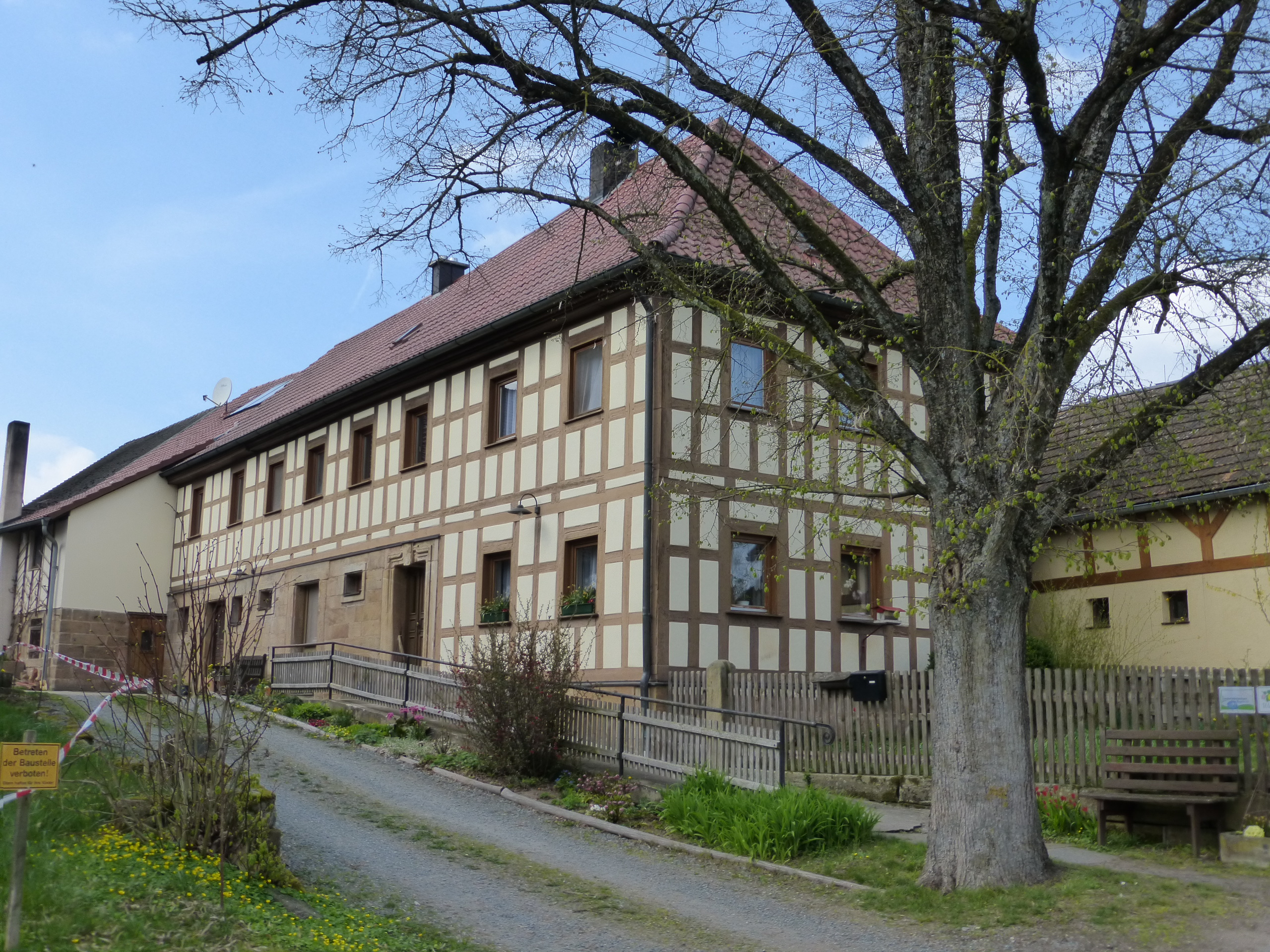
Haus Nr. 9

Witzmannsberg (oberfränkisch: Dea Bärch) ist ein Gemeindeteil des Marktes Mainleus im Landkreis Kulmbach (Oberfranken, Bayern). Witzmannsberg liegt in der Gemarkung Buchau.

## Geografie
Der Weiler liegt in einer Waldlichtung des Mainecker Forstes. Das Gelände fällt im Westen ins Tal des Forstbächleins und im Osten ins Tal des Scheuergrundgrabens ab, beides linke Zuflüsse des im Norden vorbeifließenden Mains, in dessen Richtung das Gelände ebenfalls abfällt. Eine Gemeindeverbindungsstraße führt nach Rothwind zur Bundesstraße 303 (2,2 km nordöstlich).

## Geschichte
Der Ort wurde 1348 als „Witzmannssperg“ erstmals urkundlich erwähnt. Das Bestimmungswort ist Wiziman, der Personenname des Siedlungsgründers.
Gegen Ende des 18. Jahrhunderts bestand Witzmannsberg aus 5 Anwesen (1 Hof, 2 Güter, 2 Gütlein). Das Hochgericht übte das bambergische Centamt Weismain aus. Die Dorf- und Gemeindeherrschaft sowie die Grundherrschaft über sämtliche Anwesen hatte das Giech’sche Amt Thurnau.
Mit dem Gemeindeedikt wurde Witzmannsberg dem 1811 gebildeten Steuerdistrikt Buchau zugewiesen. 1812 wurde der Steuerdistrikt Witzmannsberg gebildet, zu dem Friedrichsberg gehörte. Die 1812 gebildete Ruralgemeinde war deckungsgleich mit dem Steuerdistrikt. Sowohl Steuerdistrikt als auch Ruralgemeinde wurden 1818 aufgelöst und wieder nach Buchau eingegliedert. Am 1. Januar 1972 wurde die Gemeinde Buchau im Zuge der Gebietsreform in Bayern nach Mainleus eingegliedert.

### Baudenkmäler
- Haus Nr. 8: Wohnstallhaus
- Haus Nr. 9: Wohnstallhaus

### Einwohnerentwicklung
| Jahr      | 001809 | 001818 | 001861 | 001871 | 001885 | 001900 | 001925 | 001950 | 001961 | 001970 | 001987 |
| Einwohner | 32     | 44     | 50     | 41     | 45     | 54     | 48     | 70     | 46     | 37     | 34     |
| Häuser    |        | 7      |        |        | 7      | 8      | 7      | 7      | 9      |        | 9      |
| Quelle    | [ 11 ] | [ 8 ]  | [ 12 ] | [ 13 ] | [ 14 ] | [ 15 ] | [ 16 ] | [ 17 ] | [ 18 ] | [ 19 ] | [ 1 ]  |

## Religion
Witzmannsberg ist seit der Reformation evangelisch-lutherisch geprägt und nach St. Michael (Buchau) gepfarrt.